# 玉祁街道
玉祁街道，是中华人民共和国江苏省无锡市惠山区下辖的一个乡镇级行政单位。

## 行政区划
玉祁街道下辖以下地区：
玉祁社区、玉鑫社区、玉西社区、五牧村、黄泥坝村、礼舍村、民主村、曙光村、玉东村、蓉东村、蓉湖村、南联村、芙蓉村和玉蓉村。

## 中国传统村落
礼社村获评“中国传统村落”。